# لاري فولك
لاري فولك هو سياسي أمريكي، ولد في 20 يونيو 1936 في تاكوما في الولايات المتحدة. نشط حزبياً في الحزب الجمهوري. وقد انتخب عضو مجلس ولاية واشنطن ‏.